# Soběchleby
Soběchleby és una localitat del districte de Přerov a la regió d'Olomouc, República Txeca, amb una població calculada a principi de l'any 2018 de 589 habitants.
Es troba al sud de la regió, a la zona sud-oriental de les muntanyes Sudets, a poca distància de la riba del riu Morava —un afluent esquerre del Danubi— i de la frontera amb les regions de Moràvia-Silèsia i Zlín.